# 穆塔伊耶普拉姆
穆塔伊耶普拉姆（Muttayyapuram），是印度泰米尔纳德邦Toothukudi县的一个城镇。总人口30314（2001年）。

## 人口
该地2001年总人口30314人，其中男性15803人，女性14511人；0—6岁人口3240人，其中男1680人，女1560人；识字率70.13%，其中男性为73.85%，女性为66.07%。